# Sansart

Antoni Sans Masalias (Solivella, 5 de juliol de 1928) conegut popularment com SansArt es un pintor català. La seva obra ofereix, quasi sempre, una doble visió, per això se'l considera el creador dels cuadres giratoris, la seva obra es compon principalment d'olis.

## Biografia
Nascut a Solivella, Antoni Sans inicia la seva carrera artística, a la dècada dels anys 60, es va matricular a l’Acadèmia Tàrrega de Barcelona, on va començar a treballar amb models al natural i amb tot tipus d’objectes. La seva pintura responia a un fidel reflex de la realitat, pintava dins d’una línia clàssica.
Després va continuar estudiant a l’Institut de dibuix Parramón, i al CEAC, llocs de formació on va aconseguir els títols de dibuix i pintura. Amb tot, sentia que li faltava tècnica, motiu pel qual, al cap d’uns anys, va decidir entrar a l’Escola Lliure del Mediterrani del mestre Joaquim Torrens Lladó, a la que hi va assistir sis anys.
Amb l’aprenentatge i el seu imaginari va pintar el quadre “La Margarida”: Una planta nascuda en un test, amb molt de sol, quadre que una vegada girat, mostrava com la torreta en convertia en un barret, les dues margarides en dos ulls, apareixia el cabell llarg d’una dona i tot el seu bell rostre. Era l’inici dels quadres giratoris. Llavors el mestre Torrens Lladó, digué al seu alumne Antoni Sans, que seguís el seu camí, que pintés com ell creia que havia de fer-ho.
De igual manera el gran artista Matíes Palau Ferré, en una de les seves estades a la casa de Solivella, li va dir que no li agradava el que pintava, que ell podia ser un creador, i aleshores tan sols era un bon pintor. Va abandonar la línia clàssica de bodegons i reproduccions d’imatges, centrant-se en la creació dels quadres giratoris.

## Neix SansArt, L'artista

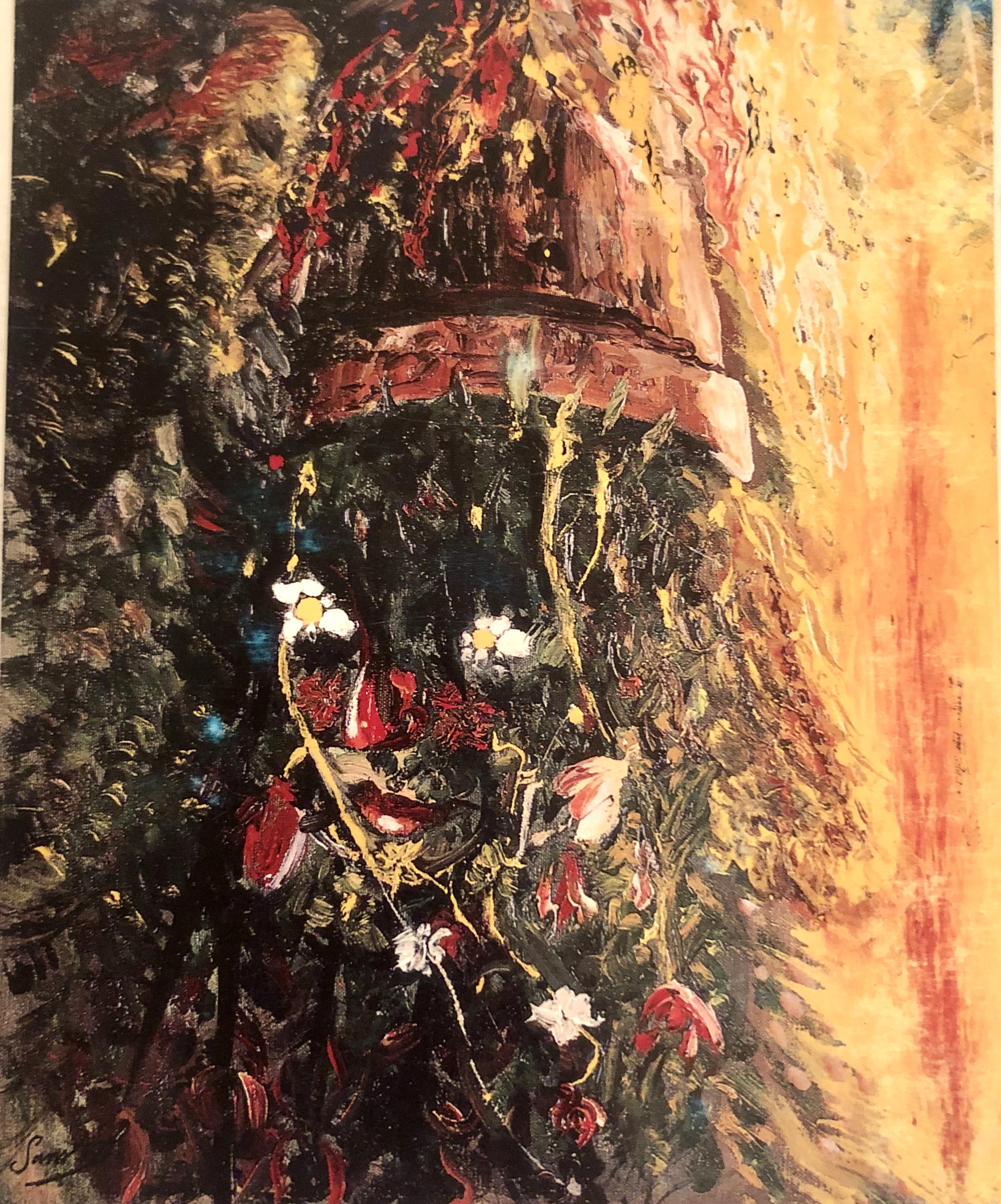
"LA NOIA"

Antoni Sans Masalias, es converteix en SansArt. Es planteja els quadres com un trencaclosques o un jeroglífic fruit de la sensibilitat i de la intuïció. Somniador i intuïtiu desbordant, però mantenint la realitat com a base.

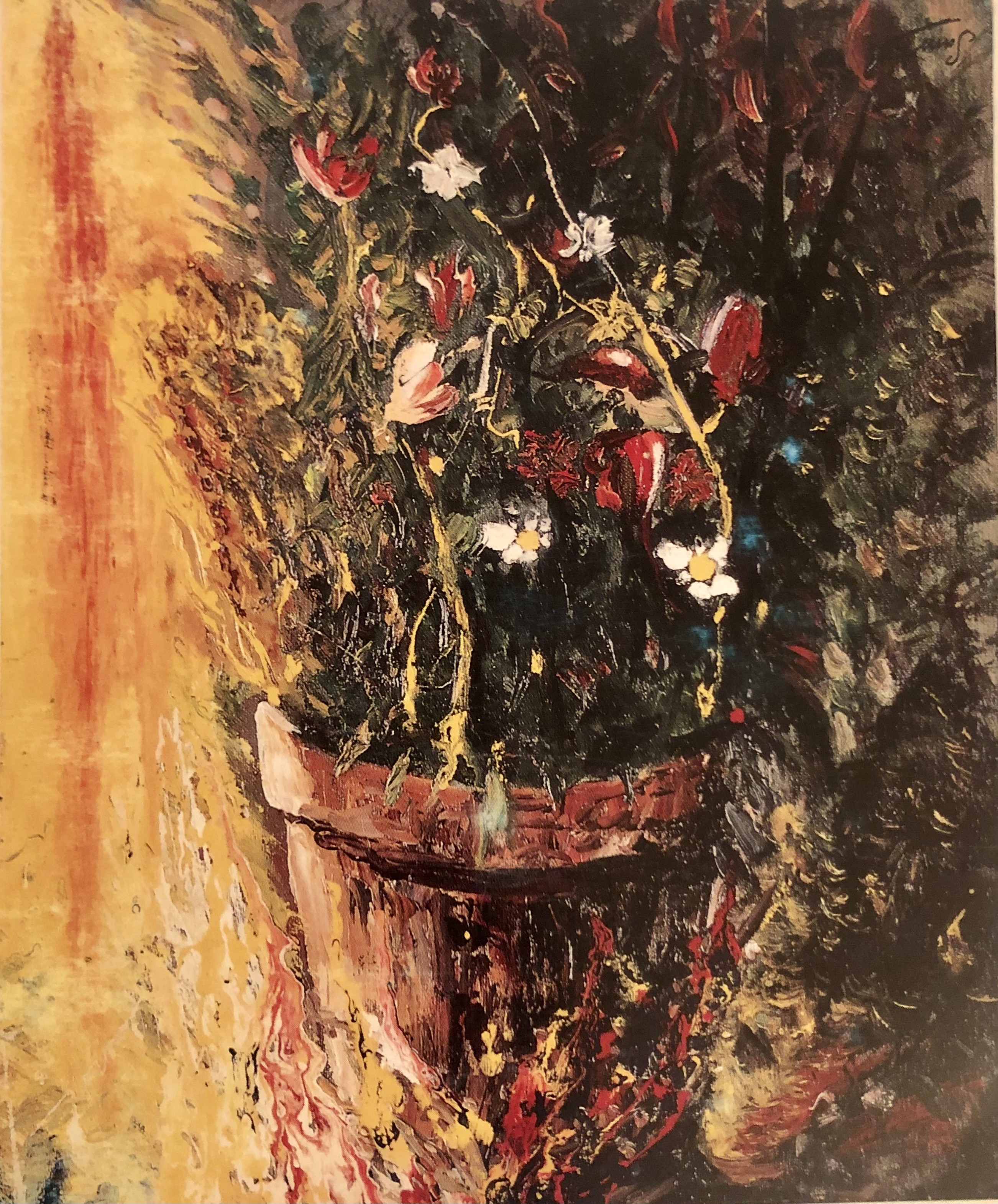
"LA TORRETA"

En la seva obra hi ha quadres imaginatius, de transmutació de la realitat, de jocs de mans, de fantasia desbordada. El cert i l’incert sobre una mateixa tela. I un desenvolupament a vegades impulsiu, quasi salvatge, que passa a ser líric i poètic al següent quadre. La matèria aplicada amb gruixos i afegits o bé la superfície quasi sense pigmentació jugant amb el color i la insinuació. Divers sempre, però no dispar, un mateix fons ideològic expressat de maneres molt diferents. Obra que és pura investigació.

## Obra artística
La seva obra ofereix, quasi sempre, una doble visió, en un sentit ens mostra un jardí que en contemplar-lo al revés es converteix en una figura femenina, o que vist des d’un dels costats es transforma en un paisatge. Tot és possible. Cadascun dels quadres planteja un interrogant. On serà l’altra realitat? A vegades aquesta segona o tercera figuració és suggerent, a vegades és clara. Aquesta modalitat, creació pròpia, l’anomena quadres giratoris.
Actualment, en una mateixa tela podem trobar-hi tres, cinc o fins a deu quadres diferents.
L’obra pictòrica de SansArt, és una constant creativa de possibilitats il·limitades, que invita al pensament, la reflexió,... És una obra que ens parla de l’home i la dona, de tots els essers vius, de la creació de l’univers, dels mars i les muntanyes; de fet, l’astronomia, la tendresa, l’amor, els temors i pors, són una de les principals fonts artístiques d’inspiració. Un mateix quadre et pot transportar des d’una crucificció a un natalici; d’un foc forestal a uns ritmes africans, i tot i més, en una mateixa tela. Aquesta és la creació de SansArt; la seva obra agradi o no, no deixa ningú indiferent.

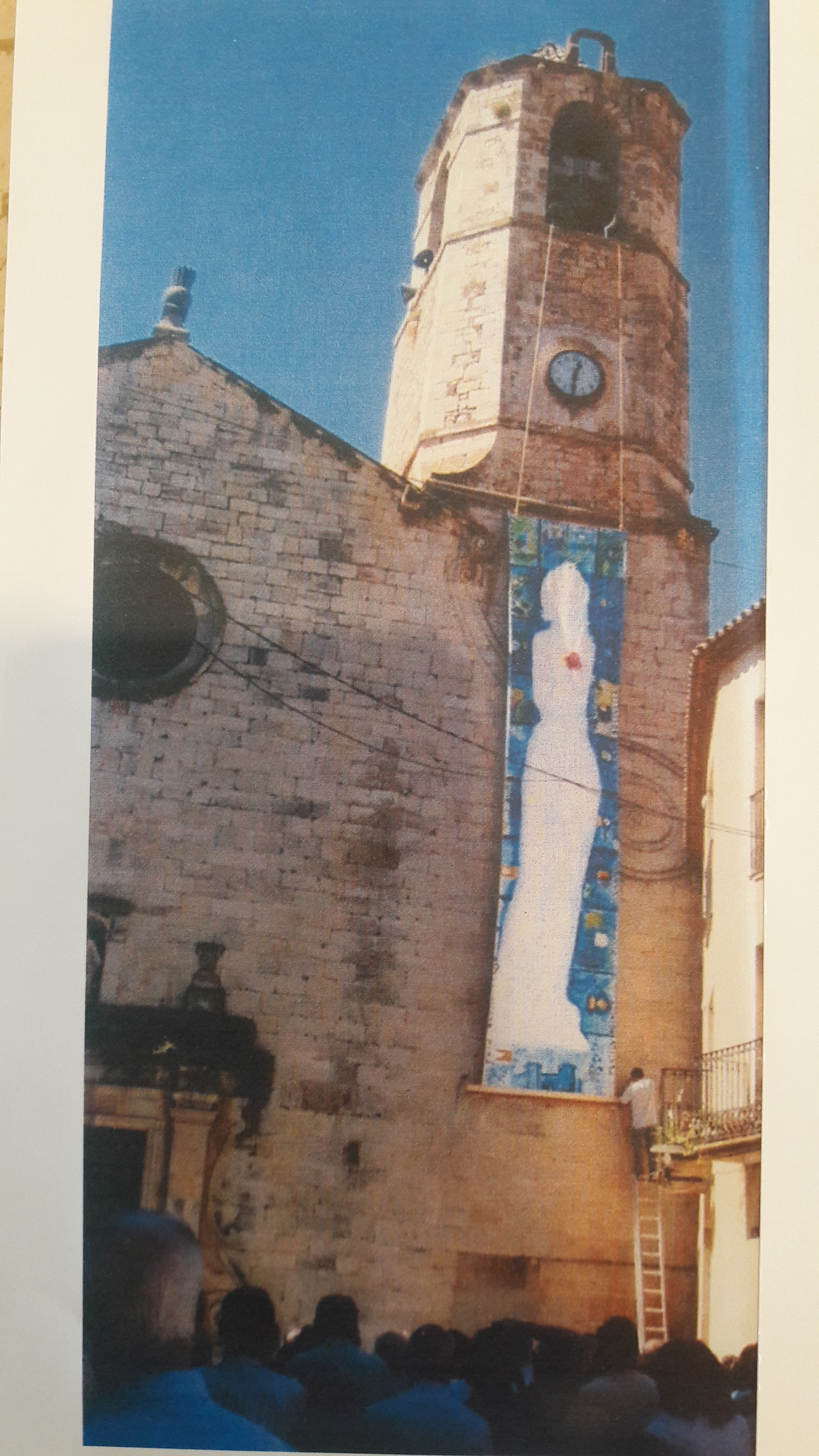
La núvia al campanar de Solivella

Altra faceta han estat els quadres de grans dimensions, els quals, en no poder-se girar, amaguen imatges fetes amb pintures fluorescents que només es veuen amb llum ultraviolada (com és el cas de "La núvia").
Són els quadres superlumínics, com La Creu Blanca, o la núvia de Solivella, que mostra la seva nuesa i la seva mort, tela de 10 metres de llarg per 3 metres d’ample, tot un homenatge a la dona solivellenca, que fou presentada a la festa Major de Solivella de 2004, i que durant els dies de festa patronal va presidir el campanar del poble.
Altra faceta han estat els quadres de grans dimensions, els quals, en no poder-se girar, amaguen imatges fetes amb pintures fluorescents que només es veuen amb llum ultraviolada (com és el cas de "La núvia").
Són els quadres superlumínics, com La Creu Blanca, o la núvia de Solivella, que mostra la seva nuesa i la seva mort, tela de 10 metres de llarg per 3 metres d’ample, tot un homenatge a la dona solivellenca, que fou presentada a la festa Major de Solivella de 2004, i que durant els dies de festa patronal va presidir el campanar del poble.
Cal destacar l’Univers Meteorològic a la ruta del Cister, quadre tridimensional que et permet observar contorns, siluetes, figures, paisatges, muntanyes i els monestirs cistercencs.
El llibre SansArt escrit per Joan Llop l’any 1994 ha estat la publicació d’art que millor reflecteix la seva obra i personalitat de l‘artista. També es poden trobar referències a la seva obra en els diccionaris com el Ràfols, i a diferents edicions de Gal Art, Batik Internacional, Guia d’Art de Barcelona, a Artistas Nacionales del s.XXI, Artexpo, la Ruta del Cister; a diversos exemplars de la revista Gira-Sol Solivellenc, Revistar, Mutuam, Artes Plásticas, entre d'altres.
La seva obra ha estat objecte de notes, critiques i reportatges publicats a El Periódico de Catalunya, Diari de Tarragona, Nova Conca, El Pati de Valls, El Segre de Lleida, revista Crònica d’Or; a la vegada ha aparegut a TV3, Tele5 i TVE.

## L’arrelament de l'obra SansArt
SansArt pintava perquè necessitava expressar els seus sentiments i les seves emocions; els quadres s’anaven apilant a casa seva, però nomes un cercle molt reduït de persones coneixia la seva dèria creadora.
El seu amic montblanquí i artista universal Maties Palau Ferré, i la secretaria de l'ajuntament de Solivella, Concepció Tarragó Castro, el varen aconsellar i animar perquè donés a conèixer la seva obra fent exposicions. En aquest cercle d’amistat, també s’hi trobaven l’alcalde de Solivella, Ricard Gatius Llevall, i l'equip de govern municipal, els quals, de forma molt activa juntament amb l’artista, varen fer unes gestions per bastir al poble d’una casa-residència per artistes creadors, en un edifici patrimonial de l'entramat urbà prop del castell. El projecte quedà aturat per manca de recursos econòmics, però tot i el contratemps, amb més energia, tant el propi alcalde com en SansArt feren pinya per donar a conèixer la seva obra pictòrica.
A la festa Major de Solivella de l’any 1991 feu la seva primera exposició al seu poble natal, i així any rere any.

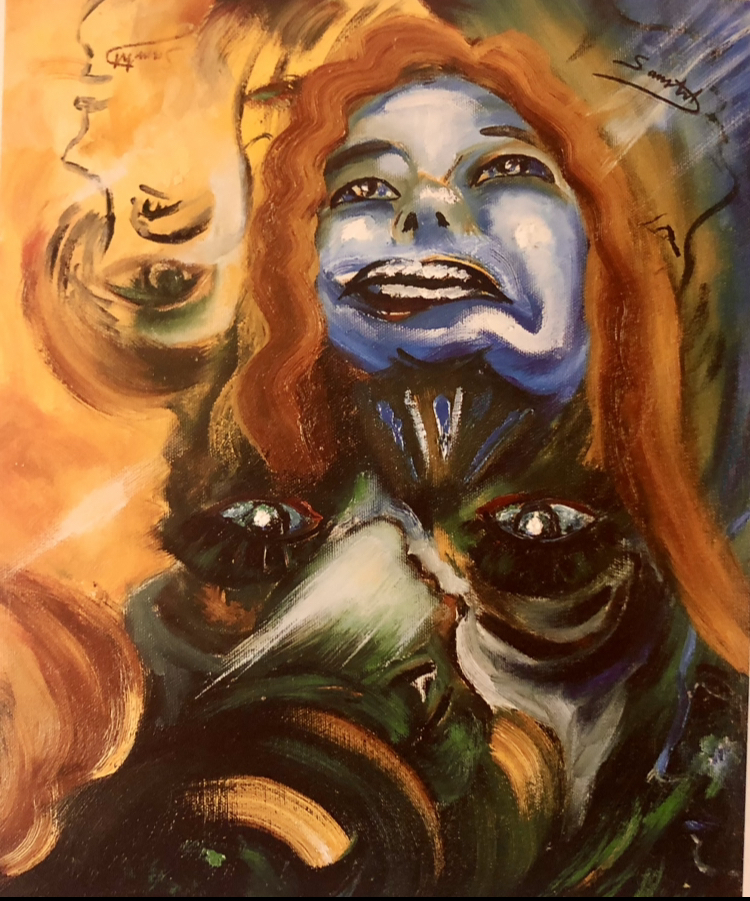
LA BELLA

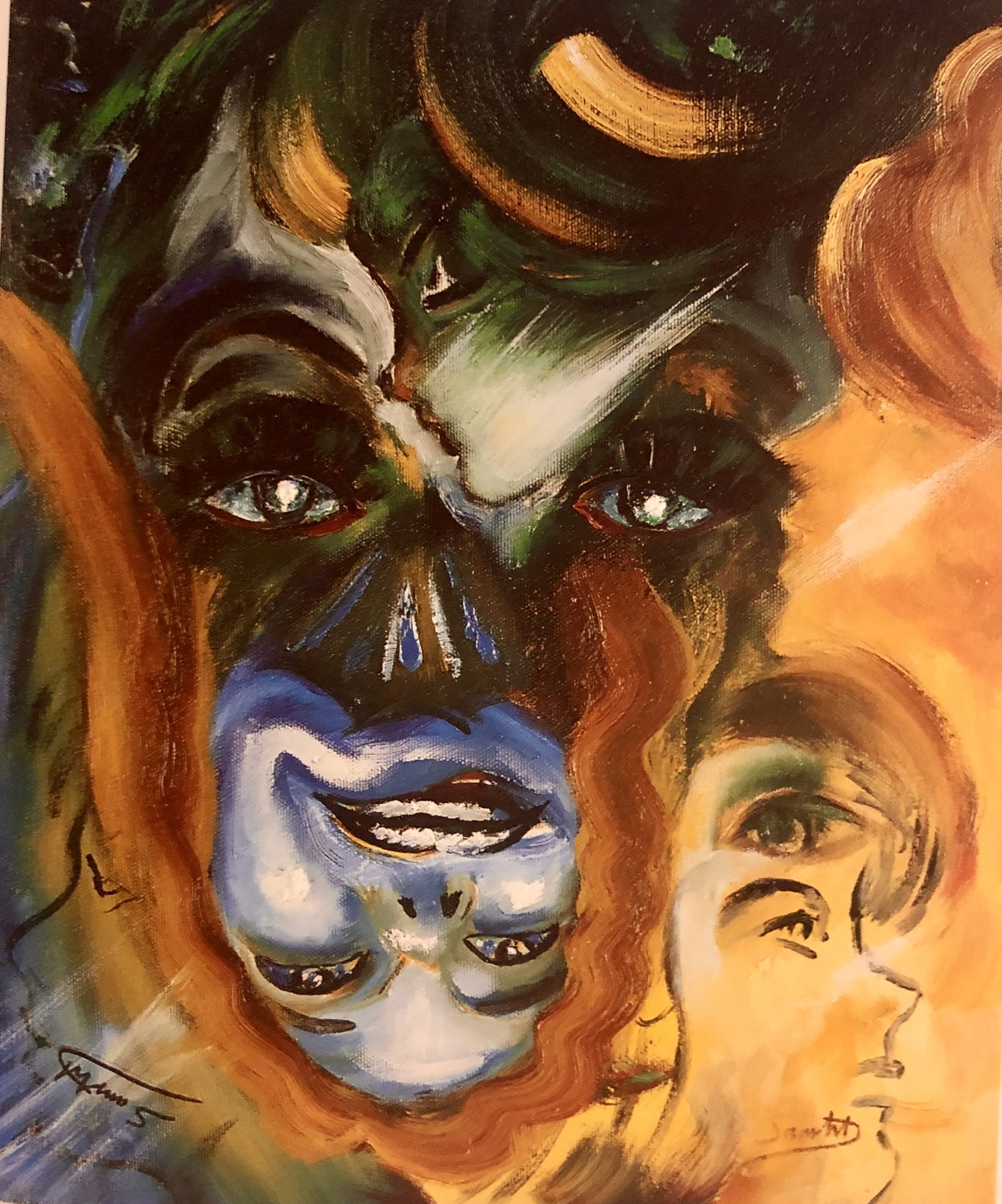
LA BÈSTIA

A més de les exposicions ordinàries a Solivella, SansArt sempre sorprenia amb les seves creacions de caràcter extraordinari, de les quals en destacarem les presentades amb motiu de la festa patronal de l’any 2000, amb “la Cuadratura del Círculo”, tot oferint una relaxant sessió de cromoteràpia; l’any 2001 amb “La Plasmació de la foscor” amb la seva “Capella de la Creu Blanca” i l’any 2002 amb el tema “Del Rupestre fins al futur”. Totes elles comptaren amb la presència de l’alcalde Josep M. Casamitjana, el consistori municipal, associacions i del pregoner de les festes, i així, a l’igual, tots els anys.
S’organitzaren diverses exposicions en altres indrets: sales d’exposicions de La Caixa, a Valls, Tarragona i Barcelona; a Montblanc, a la sala Sant Miquel, església de Sant Francesc i Palau Alenyà, seu del Consell Comarcal. En aquest darrer lloc, el 19 de març de 2005, tingué un acte solemne que compta amb la presència i recolzament del president del Consell Comarcal, Josep M. Riba, de l’alcalde de Solivella, Josep M. Anglès, del conseller comarcal de Cultura, Valentí Gual, i del president i creador del Premí de Sant Jordi de les Arts dels Països Catalans amb seu a Bellpuig, Jaume Perelló. Altres exposicions les trobem a Artexpo 1996, Fira d’Art de Barcelona, sala d’art DE CASO, i galeria d’art del barri gòtic de Barcelona, on compartí espai amb l’obra d'Antoni Tàpies.
Amb tot, SansArt, no estava del tot satisfet de portar la seva obra amunt i avall. Va decidir no fer més exposicions que no fossin dins l’àmbit de la seva terra natal, la estimada Solivella, ja que deia: “... qui vulgui visitar i saber de la meva obra pictòrica, que vingui a Solivella, el meu món, la meva terra, les meves arrels,...” A totes les festes del poble i, principalment, a l'estiu, casa seva és oberta per a tothom, sigui de dia com també de nit. Són molts els joves que sota els estels han passat moltes hores amb SansArt, gaudint de les seves explicacions i experiències amb el seu món imaginari de fons, transportat a les seves teles.
El dia 6 de desembre de 2009, SansArt, en el marc històric del temple parroquial de Santa Maria de Solivella, amb presència de l’alcalde del municipi, Enric Capdevila, del president del Consell Comarcal, David Rovira, del president del Consorci del Museu Comarcal, Josep Gomis, autoritats municipals, representants del món associatiu solivellenc i vilatans es procedí a la lectura i signatura del document pel qual feu donació al poble de Solivella de vint-i-cinc obres d’art. A partir d’aquell moment, podien ser visitades a l'exposició permanent ubicada en una sala d’àmbit municipal. Així es va posar la primera pedra per estudiar i donar inici a “La Ruta dels pintors a la Conca de Barberà.
Per altra part, i donant compliment al seu desig tantes vegades expressat al llarg dels molts anys de creativitat, a la vegada impulsat i recolzat pels diversos consistoris de torn, de les associacions, amics i particulars, calia fer un pas més perquè la creació de SansArt fos llavor cultural i artística al poble de les seves arrels.

Així, el diumenge dia 9 de juny de 2019, amb presència del President del Consell Comarcal, Francesc Benet, del director SSTT d’Ensenyament, Jean-Marc Segarra, i de l’alcalde de Solivella, Enric Capdevila, es signà amb SansArt el document de cessió al poble de Solivella de cinc-centes obres pictòriques, amb la finalitat de dinamitzar la cultura i el patrimoni local en la seva màxima extensió.
Amb data 21 de juliol de 2011, l’ajuntament de Solivella va concedir a Antoni Sans Masalias la distinció de Fill Predilecte, i a Pilar Artola Ejarque, el títol de Filla Adoptiva pel seu recolzament i difusió de l’art i la cultura.
L’obra de SansArt, al llarg dels anys ha estat reconeguda per diverses administracions publiques, afavorint el desplegament de polítiques socials a favor de la gent gran, com també la recuperació d’espais municipals patrimonials.

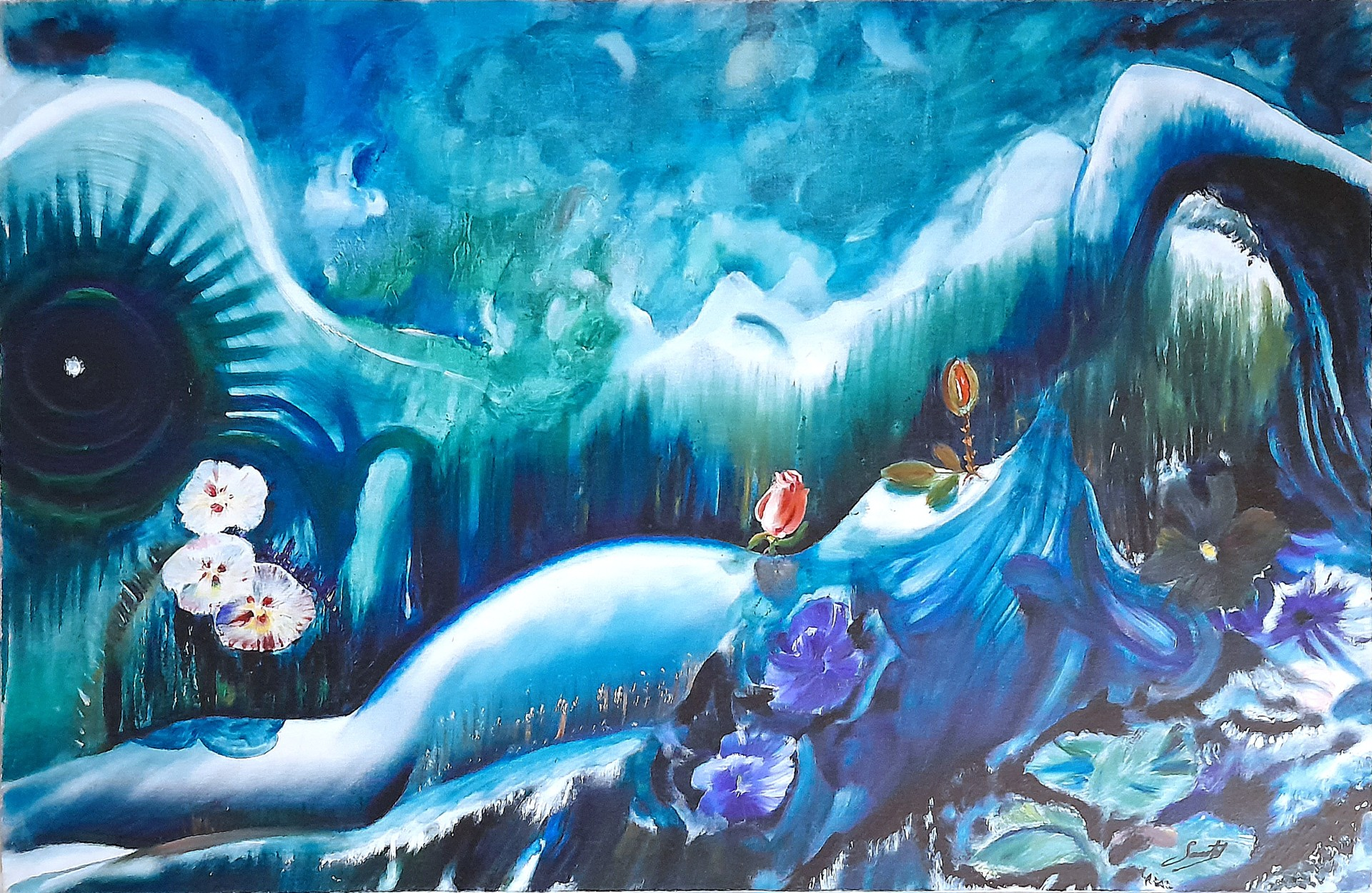
SOMNI BLAU

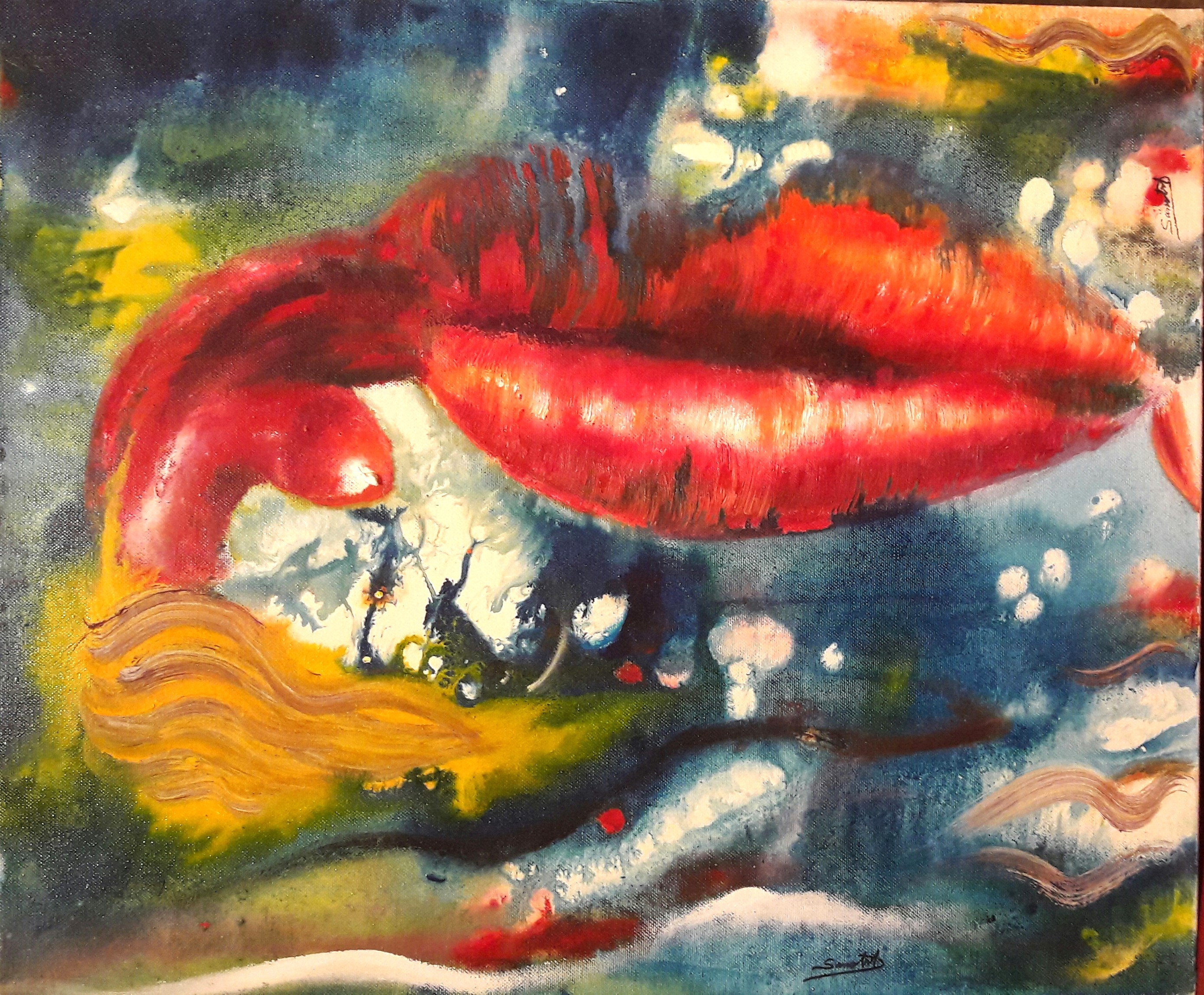
FEMINITAT

## Llibres
Ha escrit diverses novel·les i assajos. L’any 1980 va ingressar a l'escola d’escriptura de l’Ateneu Barcelonès, on va aprofundir en diversos cursos de literatura.
Dels llibres que ha publicat tenim, la primera novel·la Leon y Violeta, editorial Cronos 2010; la narració de vivències Amb els ulls de SansArt. Homenatge a Solivella any 2011, amb motiu dels 20 anys de la primera exposició pictòrica feta a Solivella; i el tercer llibre, la novel·la 111 dias, l’any 2016. Aquesta és una narració on la realitat d’uns personatges quotidians, acaba transcendint dins el món surrealista de SansArt, com si es tractés d’un dels seus quadres giratoris.
Entre els assajos i novel·les escrites, cal destacar La Araña, any 1944, però la censura no va permetre la seva publicació; Todo fue un sueño, any 1950; Confieso mi error, any 1952; Monumento a la mujer del intel·lectual, any 1954; Judit, any 2010, i així molts més.